# White Pony
White Pony (рус. Белый пони) — третий студийный альбом американской альтернативной метал-группы Deftones, выпущенный 20 июня 2000 года.
Альбом ознаменовал значительный рост звучания группы и считался поворотным моментом в её истории с точки зрения экспериментов, использования всё более экспериментального рок-звучания и включения влияний пост-хардкора, трип-хопа, шугейза, прогрессивного рока и пост-рока в альтернатив-метал звучание, которым они стали известны. White Pony стал первым альбомом группы, на котором Фрэнк Делгадо выступал в роли постоянного тёрнтейблиста и клавишника группы (над предыдущим альбомом группы «Around the Fur» Делгадо работал в качестве приглашённого музыканта). Также, это была первая запись Deftones, на которой Чино Морено начал исполнять партии ритм-гитары.
После своего выпуска в ретроспективе альбом стал одной из лучших пластинок того времени и был хорошо принят как слушателями, так и критиками. White Pony — самый продаваемый альбом Deftones на сегодняшний день, ставший их первой записью с платиновым статусом, сертифицированной RIAA 17 июля 2002 года. Альбом включает два успешных сингла («Change (In the House of Flies)» и «Back to School (Mini Maggit)»), промо-сингл «Digital Bath», а также трек «Elite», удостоенный премии «Грэмми» 2001 года за лучшее метал-исполнение.
В декабре 2020 года в честь двадцатилетия альбома было выпущено его переиздание 20th Anniversary Deluxe Edition, включающее в себя сборник ремиксов Black Stallion. Авторами некоторых из ремиксов являются такие музыканты как DJ Premier, Майк Шинода, Squarepusher и другие.

## Запись альбома
После перерыва в гастролях группа, совместно с продюсером Терри Дэйтом, провела над созданием альбома четыре месяца, что делает процесс записи этой пластинки самым продолжительным в истории группы и по сей день. Фронтмен Чино Морено в интервью журналу Alternative Press объяснял, что изначально бо́льшая часть времени в студии была потрачена на попытки в сочинении песен, и что написание трека «Change (In the House of Flies)» стало поворотным моментом, когда группа начала работать как единое целое.
Несмотря на давление со стороны лейбла с целью скорейшего выпуска альбома, группа решила не торопиться с его созданием. Басист Чи Ченг объяснил: «Мы не чувствовали, что нам есть что терять, поэтому мы записали альбом, который хотели записать». Морено не имел в виду общую лирическую тему, но принял сознательное решение внести элемент фантазии в свои тексты, объяснив: 

Я в основном не пел о себе на этой пластинке. Я придумал много сюжетных линий и даже несколько диалогов. Я полностью отвлёкся от этого и написал о других вещах. Как только я это сделал, я смог петь обо всём, о чём хотел, я мог бы быть намного более общим[прояснить]. На этой пластинке есть много вещей, о которых люди будут меня расспрашивать, и я могу просто отстраниться от этого. Это не я. Я пишу здесь рассказ
Хотя группа изначально не собиралась включать в альбом приглашённых музыкантов, в нём есть дополнительный вокал Мэйнарда Джеймса Кинана (Tool, A Perfect Circle) в песне «Passenger» и Родлина Гетсика в «Knife Prty». В «Rx Queen» также представлены вокальные данные фронтмена Stone Temple Pilots Скотта Уайланда, хотя он не указан в буклете.

## Композиция и стиль
Стилистически White Pony сочетает в себе стандартное альтернатив-метал звучание группы, на которое повлияли такие группы, как Tool, Faith No More и Nine Inch Nails, с многослойной атмосферой The Cure, особенно эпохи Pornography. Альбом также был отнесён к категории арт-рока и ню-метала, хотя некоторые критики также признают, что запись вышла за рамки последнего. Оригинальное начало альбома «Feiticeira» лишено традиционной структуры песни и построено на фоне гитар и баса. «Digital Bath» включает в себя ударный ритм в стиле трип-хопа с вокалом Морено над тяжёлыми компромиссами из двух гитар[прояснить] и более атмосферной текстурой от Фрэнка Делгадо.
Композиция «Elite» более прямолинейная и тяжёлая, в ней отсутствует типичная динамика Deftones, содержащая влияние индастриал-рока. Морено сказал, что песня «смеётся над всеми, кто пытается стать тем, кем они уже являются. Если вы хотите быть одним из элиты, вы ею являетесь». «Rx Queen» содержит тяжёлые ударные эффекты и «заикающийся» бас. Морено считает её «самой футуристической песней в альбоме». На «Street Carp», после краткого гитарного вступления, группа врывается в полную силу. Морено сказал: 

Это классическая песня Deftones, с раскатистым риффом и несколькими действительно интересными аккордами в припеве. Вокал какой-то сумасшедший — я пою вслух поверх музыки, как Моррисси (фронтмен The Smiths) или что-то в этом роде, классный контраст.— источник
 Хотя песня не была выпущена как сингл, для неё было снято промовидео. «Teenager» состоит из акустического риффа и скретчинга с трип-хоповым ритмом и влиянием глитч-музыки. В песне рассказывается о юношеском романе, который подходит к концу. Морено заявил, что написал текст, когда ему было 15 лет после первого свидания, и что изначально это была песня для его стороннего проекта Team Sleep.
Вступительные аккорды для «Knife Prty» приводят к искажённому вступлению с движущейся басовой линией и вокальным бриджем, исполняемым Гетсиком в испано-арабском стиле. Чино сказал: «Это соблазнительная песня с большим количеством жестоких образов. Людям, как правило, не нравится секс, смешанный с насилием. В середине есть потрясающий вокал от девушки по имени Родлин, которая работала по соседству с нашей студией». В обзоре альбома iTunes отмечает, что: «Джефф Бакли был бы в восторге от того, как „Knife Prty“ расширяет представления о хард-роке его светлости — бридж трека показывает, что певец Чино Морено отдаёт достойную дань фальцету Бакли». Атмосферная песня с мрачной гитарной линией и бриджем, в котором звучит соло Дельгадо, «Korea» считается одним из самых ярких моментов альбома. «Passenger» включает гитарное вступление и вокальное взаимодействие между Кинаном и Морено наряду с фортепианными и клавишными партиями, что приводит к тяжёлой гитаре, которая вводится в припевы.
«Change (In the House of Flies)» был ведущим синглом альбома и стал радио-хитом. Морено сравнил его с более ранним синглом «Be Quiet and Drive (Far Away)», считая его «прекрасной метаморфозой». Закрывает альбом «Pink Maggit» — мрачная и угрюмая песня с мелодией, которую шепчет Морено, завершающаяся финальным взрывом. Морено описал песню: 

Название взято из песни Kool Keith («No Chorus» из альбома First Come, First Served). Мы просто подумали, что это какая-то забавная штука. Песня должна быть триумфальной. Я пытаюсь вселить в вас немного уверенности. Многие артисты пытаются сочинять песни для детей, которых мучают в школе, говоря им, что это нормально, когда их мучают. Но это не нормально. Не позволяйте себя высмеивать. Станьте лидером своего окружения. Уверенность — одна из самых важных вещей в жизни. Если вы уверены в себе, вы можете делать всё, что захотите.
 «Pink Maggit» известна тем, что является самой длинной песней на альбоме и из репертуара группы в целом на сегодняшний день (за исключением композиции «MX» на Around the Fur, которая длится 37 минут из-за более чем 20 минут тишины), с продолжительностью в 7 минут и 32 секунд.
Начиная с переизданной версии альбома, «Back to School (Mini Maggit)» представляет собой переосмысленную версию песни «Pink Maggit» с дополнительными влияниями рэпа или хип-хопа. Позже Морено заявил, что сожалеет о создании песни и её размещении на альбоме. «The Boy’s Republic» — песня, эксклюзивная для ограниченного тиража альбома, с текстами о ком-то, кто отчаянно ищет искупления, и следует после «Pink Maggit», что делает её последним треком в ограниченном издании.

## Название альбома
«White pony» — это уличный сленг, обозначающий кокаин. Однако у названия альбома есть и другие значения, в том числе сексуальная отсылка, как объяснил Морено: 

Есть много разных упоминаний о White Pony. Одно из них — отсылка на кокаин, и там много чего… Вы когда-нибудь слышали, как в сонниках, что если вам снится белый пони, то вам снится сексуальный сон? Есть много вещей, которые как бы обходят это стороной. И есть старая песня [которая звучит] «Ride the white horse». Это, очевидно, песня о наркотиках.

## Выпуск
Существует пять различных изданий альбома. В день его выпуска ограниченным тиражом были выпущены пронумерованные экземпляры с красными или черными футлярами для CD. В двух чехлах разного цвета также отличались вкладыши. Обе версии с ограниченным тиражом включали «The Boy’s Republic», но не «Back to School (Mini Maggit)».
Издание с серой обложкой было выпущено в качестве начальной ограниченной версии альбома и не включало песню «The Boy’s Republic». Это, наряду с красной и чёрной версиями, была правильно упорядоченная версия альбома, как и предполагала группа. Серая версия позже была заменена текущей белой версией, в которую добавили «Back to School (Mini Maggit)» в качестве первого трека. Это было добавлено только в качестве маркетинговой стратегии, решение, которым Морено заявил, что он недоволен. Оригинальный релиз также был отпечатан на прозрачном красном виниле для рекламного тиража около 1000 экземпляров.
В честь 20-летия альбома Deftones переиздали White Pony 11 декабря 2020 года в комплекте с Black Stallion, бонусным альбомом ремиксов. Black Stallion содержит полный трек-лист оригинального альбома White Pony по порядку, в котором каждая песня воссоздана другим продюсером с использованием «электронного, основанного на битах» подхода. Deftones изначально задумывали сделать альбом ремиксов до записи White Pony и обратились к исполнителю DJ Shadow, чтобы сделать ремикс на весь альбом самостоятельно. Black Stallion включает ремиксы от DJ Shadow, Clams Casino, Роберта Смита, Майка Шиноды и многих других; и был раскручен музыкальным видео на песню «Knife Prty» в ремикс-версии от Purity Ring.

## Критический приём
| Совокупная оценка    | Совокупная оценка |
| Источник             | Оценка            |
| -------------------- | ----------------- |
| Metacritic           | 72/100            |
| Оценки критиков      |                   |
| Источник             | Оценка            |
| AllMusic             | [ 28 ]            |
| Entertainment Weekly | B+                |
| Kerrang!             | 5/5               |
| Los Angeles Times    | [ 31 ]            |
| Melody Maker         | [ 32 ]            |
| NME                  | 8/10              |
| Pitchfork            | 8.4/10            |
| Rolling Stone        | [ 35 ]            |
| Spin                 | 4/10              |
| The Village Voice    | [ 37 ]            |

White Pony был хорошо принят критиками, получив совокупный рейтинг 72 на сайте Metacritic. Несколько рецензентов высоко оценили растущую лирическую утончённость Морено и эксперименты группы со звуком.
На Billboard альбому дали 4 звезды из 5, хотя и предупредили, что «постоянная склонность группы к жестокой экспериментальной звуковой атаке и жестокие, импрессионистические тексты Морено сделали альбом трудной пилюлей[прояснить] для большинства слушателей». Аналогичным образом, BBC Music похвалили альбом, высказав мнение: «[Тот факт], что такой прогрессивный, рискованный альбом не был отмечен повсеместно за его смелое переосмысление группы, которая считала, что это не так удивительно, хотя — это сложный альбом». В положительном обзоре от Alternative Press отметили на альбоме «исследования в области арт-рока». Рецензии таких журналов, как Rolling Stone и Q, были несколько менее восторженными. Первые сокрушались, что альбом был перепродюсирован, чтобы звучать слишком похоже на их влиятельных людей, в то время как вторые задавались вопросом, был ли White Pony «их самым смелым и уверенным альбомом на сегодняшний день?».
В 2016 году Джонатан Дик из NPR Music ретроспективно оценил альбом как переломный момент или поворотный момент не только в отношении звучания Deftones, но и, в более общем плане, тяжёлой и экспериментальной музыки в новом тысячелетии, описав альбом как сигнал «не только изменения для группы, но и новой траектории для тяжёлой и экспериментальной музыки, вступающей в XXI век». Дик особенно отметил «переход альбома в тяжёлый пост-рок, спектр шугейза» и утверждал, что в течение пяти лет с дебютного альбома группы до выпуска White Pony Deftones выделились как группа, «чьё звучание больше не слишком удобно вписывается в какое-либо жанровое направление». Точно так же Майк Дайвер из журнала Clash утверждал, что White Pony «изменил всё — не только для Deftones, но и для метал-музыки в целом», отметив «особую атмосферу прогрессивного рока» на альбоме и его способность вплетать электронику в агрессивные, но в то же время рефлексивные песни. Pitchfork ретроспективно отметил, что White Pony «превзошёл сомнительный жанр [ню-метал], создав по-настоящему новую форму из пост-хардкора, индастриала, трип-хопа, шугейза, эмбиентной музыки и синти-попа».

### Награды
Alternative Press оценила White Pony как второй лучший альбом 2000 года и в своём выпуске за сентябрь 2010 года поместила его в свой список «10 самых влиятельных альбомов 2000 года». В британском рок-журнале Kerrang! White Pony назвали своим третьим лучшим альбомом года после Rated R группы Queens of the Stone Age и Relationship of Command группы At the Drive-In. В 2011 году музыкальный веб-сайт Consequence of Sound, принадлежащий Complex Media Network, удостоил White Pony премии в выпуске «List 'Em Carefully», посвящённом 13 лучшим метал-записям писателя Дэвида Бьюкенена, выпущенным в период с 2000 по 2010 год, отметив, что Deftones был одним из нескольких исполнителей, которые «помогли повысить популярность сложноструктурированной музыки для аудитории MTV». В 2017 году Rolling Stone поставил White Pony на 66-е место в своём списке «100 величайших метал-альбомов всех времён». В 2020 году журнал Metal Hammer назвал его одним из 20 лучших метал-альбомов 2000 года.
Третий трек альбома, «Elite», получил премию «Грэмми» за лучшее метал-исполнение в 2001 году. Барабанщик Deftones Эйб Каннингем прокомментировал вечер награждения, сказав следующее: 

Все люди были на земле, на полу, а мы были как бы на балконе, мы думали: «Мы не победим. Посмотрите, где мы сидим». Все остальные, кто выигрывал, быстро поднимались туда и возвращались. Так что мы просто смотрели на это, и всё это было здорово, просто видеть, как (всё) происходит. И вдруг они назвали нашу группу. Мы просто спрыгнули с этого балкона на пол и побежали туда. Это было довольно круто, чувак.
Альбом выиграл премию Kerrang! «Альбом года» в 2000 году. На Калифорнийской музыкальной премии 2001 года он получил награду за выдающийся альбом в жанре хард-рок/хэви-метал.

## Список композиций

### Оригинальное издание (серая обложка)
| №                   | Название                                 | Длительность |
| ------------------- | ---------------------------------------- | ------------ |
| 1.                  | «Feiticeira»                             | 3:09         |
| 2.                  | «Digital Bath»                           | 4:15         |
| 3.                  | «Elite»                                  | 4:01         |
| 4.                  | «Rx Queen» (feat. Scott Weiland)         | 4:27         |
| 5.                  | «Street Carp»                            | 2:41         |
| 6.                  | «Teenager»                               | 3:20         |
| 7.                  | «Knife Prty» (feat. Rodleen Getsic)      | 4:49         |
| 8.                  | «Korea»                                  | 3:23         |
| 9.                  | «Passenger» (feat. Кинан Мэйнард Джеймс) | 6:08         |
| 10.                 | «Change (In the House of Flies)»         | 5:01         |
| 11.                 | «Pink Maggit»                            | 7:38         |
| Общая длительность: | Общая длительность:                      | 48:52        |

### Оригинальное лимитированное издание (красно-чёрная обложка)
| №                   | Название                                 | Длительность |
| ------------------- | ---------------------------------------- | ------------ |
| 1.                  | «Feiticeira»                             | 3:09         |
| 2.                  | «Digital Bath»                           | 4:15         |
| 3.                  | «Elite»                                  | 4:01         |
| 4.                  | «Rx Queen» (feat. Scott Weiland)         | 4:27         |
| 5.                  | «Street Carp»                            | 2:41         |
| 6.                  | «Teenager»                               | 3:20         |
| 7.                  | «Knife Prty» (feat. Rodleen Getsic)      | 4:49         |
| 8.                  | «Korea»                                  | 3:23         |
| 9.                  | «Passenger» (feat. Maynard James Keenan) | 6:08         |
| 10.                 | «Change (In the House of Flies)»         | 5:01         |
| 11.                 | «Pink Maggit»                            | 7:38         |
| 12.                 | «The Boy's Republic»                     | 4:38         |
| Общая длительность: | Общая длительность:                      | 53:30        |

### Переизданная версия (белая обложка)
| №                   | Название                                 | Длительность |
| ------------------- | ---------------------------------------- | ------------ |
| 1.                  | «Back to School (Mini Maggit)»           | 3:57         |
| 2.                  | «Feiticeira»                             | 3:09         |
| 3.                  | «Digital Bath»                           | 4:15         |
| 4.                  | «Elite»                                  | 4:01         |
| 5.                  | «Rx Queen» (feat. Scott Weiland)         | 4:27         |
| 6.                  | «Street Carp»                            | 2:41         |
| 7.                  | «Teenager»                               | 3:20         |
| 8.                  | «Knife Prty» (feat. Rodleen Getsic)      | 4:49         |
| 9.                  | «Korea»                                  | 3:23         |
| 10.                 | «Passenger» (feat. Maynard James Keenan) | 6:08         |
| 11.                 | «Change (In the House of Flies)»         | 5:01         |
| 12.                 | «Pink Maggit»                            | 7:38         |
| Общая длительность: | Общая длительность:                      | 52:49        |

## Участники записи

### Члены группы
- Чино Морено — вокал, гитара
- Стивен Карпентер — гитара
- Чи Ченг — бас-гитара
- Фрэнк Делгадо — сэмплирование
- Эйб Каннингем — барабаны

#### Другие музыканты
- Ким Биггс — креативный директор
- Роберт Дэниелс — помощник инженера
- Махровая финика — производство, смешивание
- DJ Crook — программирование
- Мишель Форбс — помощник инженера
- Скотт Уайланд — дополнительный вокал (на «Rx Queen»)
- Родлин Гецич — дополнительный вокал (на «Knife Party»)
- Мэйнард Джеймс Кинан — дополнительный вокал (на песне «Passenger»)
- Фрэнк Мэддокс — арт-директор, оформление альбома
- Джеймс Минчин III — фотография
- Скотт Олсен — Pro Tools
- Тед Регье — помощник инженера
- Джейсон Швейцер — помощник инженера
- Хауи Вайнберг — мастеринг
- Ульрих Вильд — дополнительный инженер

## Позиция в чартах
| Чарт (2000)    | Место |
| -------------- | ----- |
| Австралия      | 2     |
| Австрия        | 39    |
| Бельгия        | 27    |
| Канада         | 8     |
| Дания          | 27    |
| Финляндия      | 13    |
| Франция        | 6     |
| Германия       | 11    |
| Ирландия       | 21    |
| Новая Зеландия | 14    |
| Норвегия       | 19    |
| Швеция         | 35    |
| Швейцария      | 68    |
| Великобритания | 13    |
| Billboard 200  | 3     |

| Год  | Песня                            | Место   | Место    | Место |
| Год  | Песня                            | US Alt. | US Main. | UK    |
| ---- | -------------------------------- | ------- | -------- | ----- |
| 2000 | «Change (In the House of Flies)» | 3       | 9        | 15    |
| 2000 | «Back to School (Mini Maggit)»   | 18      | 25       | 25    |
| 2001 | «Digital Bath»                   | 3       | 11       | 26    |

## Статус альбома
| Страна         | Статус     |
| -------------- | ---------- |
| Австралия      | Золотой    |
| Канада         | Золотой    |
| Великобритания | Золотой    |
| США            | Платиновый |